# Leoni Prudhoe
I Leoni Prudhoe (anche Leoni rossi di Amenofi III) sono una coppia di sculture monumentali in granito rosso realizzate sotto la XVIII dinastia egizia, intorno al 1370 a.C., cioè durante il regno di Amenofi III "il Magnifico". Si trovano al British Museum di Londra. Erano originariamente posti a sorvegliare l'ingresso del Tempio di Soleb in Nubia, edificato dal nipote abiatico di Amenofi III, il giovane Tutankhamon. 

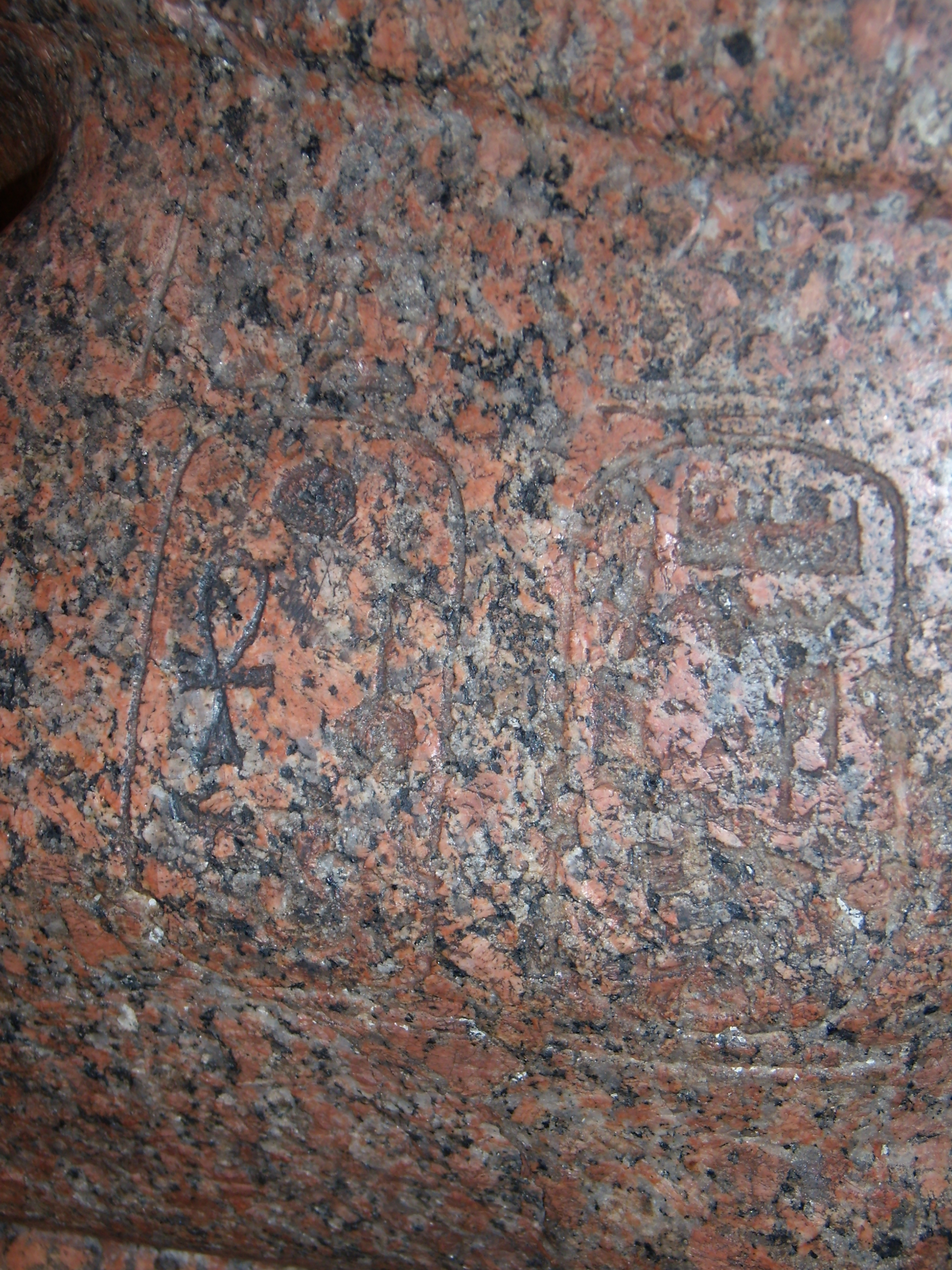
Nomi di Amanislo, re di Meroe, su uno dei leoni.

I due leoni sono fissati in una posa rilassata e naturalistica, con le zampe anteriori placidamente incrociate e la testa rivolta di lato, che li differenzia dalle sfingi classiche con le zampe rigidamente distese in avanti e il muso fisso a guardare di fronte a sé. I leoni recano numerosi iscrizioni che ne attestano il riutilizzo da parte di vari sovrani nel corso dei secoli: destino condiviso da numerosi monumenti egizi di notevole pregio e prestigio. Le iscrizioni originali risalgono ad Amenofi III. In seguito la loro superficie accolse anche la testimonianza del restauro del Tempio da parte di Tutankhamon, con le seguenti parole:
Un'ulteriore iscrizione ne ricorda lo spostamento da parte di Ay, successore di Tutankhamon. Nel III secolo a.C. furono nuovamente spostati a Gebel Barkal, città meridionale, da parte di Amanislo, re kushita di Meroe; anche Amanislo fece incidere il proprio nome sui leoni.
All'inizio del XIX secolo i due leoni furono reperiti a Gebel Barkal da parte di Algernon Percy, IV duca di Northumberland, noto come Lord Prudhoe, di cui prendono il nome e che lì donò al British Museum nel 1835. Le due statue hanno la sigla d'inventario EA 2.